# William Henry Harrison
William Henry Harrison, född 9 februari 1773 i Charles City County, Virginia, död 4 april 1841 i Washington, D.C., var en amerikansk general och politiker (whigpartiet); besegrade Tecumseh vid Tippecanoe 1811, vald till president 1840, USA:s nionde president. Han är den som suttit kortast av alla amerikanska presidenter. Han var son till Benjamin Harrison V, en av signatärerna till självständighetsförklaringen, farfar till Benjamin Harrison. Episkopal till konfessionen. Han var den sista presidenten som var född i de tretton kolonierna. Han gifte sig 1795 med Anna Harrison.
Harrison var ursprungligen militär och blev 1801 guvernör i territoriet Indiana. Som sådan var han ivrigt verksam för pionjärernas bästa och blev ryktbar för en seger vid Tippecanoe 1811 över Tecumsehs konfederation. 1812–13 ledde han under kriget med England en segerrik expedition mot Detroit. 1825–28 var Harrison unionssenator och anslöt sig vid det demokratiska partiets delning till whigs. På grund av sin popularitet som krigshjälte sköts han fram i förgrunden, nominerades 1840 till presidentkandidat och vann valet.
Harrison höll sitt installationstal den 4 mars 1841 i iskallt regn, och hade varken rock eller hatt på sig. Han insjuknade i lunginflammation och avled efter endast en månad på presidentposten. Han efterträddes av John Tyler. Eftersom Harrison var den första president som avlidit på sin post orsakade detta en kortvarig successionskris då det var oklart om vicepresidenten skulle bli ny president eller bara tillförordnad president. Man kom dock fram till att Tyler skulle svära presidenteden och därmed bli ny president under resten av Harrisons valda ämbetstid.